# El lago de los cisnes - la zona
El lago de los cisnes - la zona ( Лебединое озеро. Зона, Lebedinoye ozero. Zona ) es una película soviética dirigida por Yuri Ilyenko, estrenada en 1989 .

## Trama
Tres días antes de cumplir su condena, un hombre se escapa de una prisión en la URSS. Encuentra refugio dentro del oxidado caparazón del monumento en metal a la "Hoz y el Martillo", al borde de la carretera. Sufre privaciones, penurias y es asaltado. Una mujer lo descubre, herido y al borde del colapso. Se enamoran y la mujer incluso compra boletos de tren con su hijo y el hombre para irse lejos. Sin embargo, ese día, los trabajadores vienen a pintar y renovar el monumento y el hombre es enviado de nuevo a prisión.

## Ficha técnica
- Título : El lago de los cisnes - la zona [2]
- Título original : Лебединое озеро. Зона ( Lebedinoye ozero. Zona )
- Realización : Yuri Ilyenko
- Guion : Serguéi Paradjanov, Yuri Ilyenko
- Fotografía : Yuri Ilyenko
- Música : Virko Baley
- País de origen : URSS
- Formato : Color - 35 mm - Monocromo

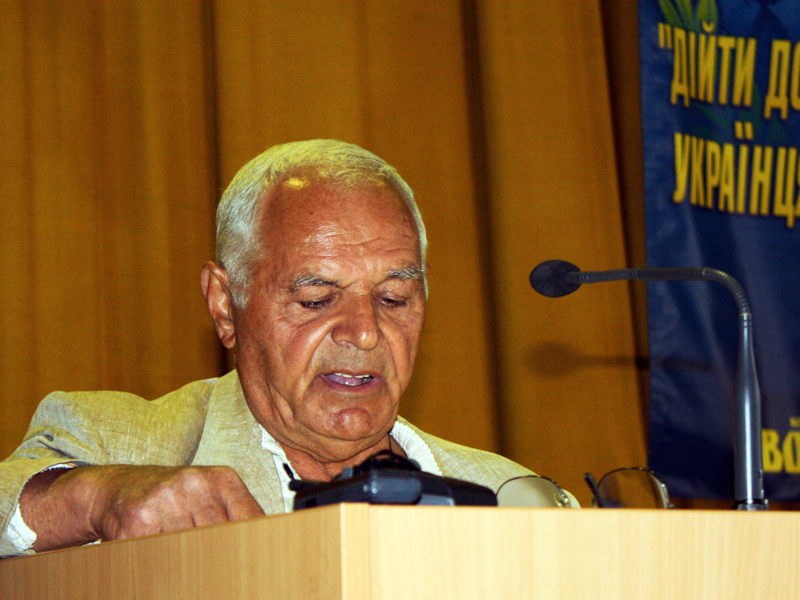
Ilyenko, director de la película.

- Género : drama
- Duración : 96 minutos
- Fecha de lanzamiento : 1989

## Protagonistas
- Víktor Soloviov: preso
- Lyudmyla Efymenko: Zona, una mujer
- Maya Bulgákova: enfermera
- Pylyp Ilyenko
- Viktor Demertach